# Samantha Bromberg
Samantha Bromberg –conocida como Murphy Bromberg– (Columbus, 12 de julio de 1995) es una deportista estadounidense que compite en saltos de plataforma. Ganó una medalla de bronce en el Campeonato Mundial de Natación de 2019, en la prueba de plataforma 10 m sincronizado.

## Palmarés internacional
| Campeonato Mundial | Campeonato Mundial      | Campeonato Mundial | Campeonato Mundial     |
| Año                | Lugar                   | Medalla            | Prueba                 |
| ------------------ | ----------------------- | ------------------ | ---------------------- |
| 2019               | Gwangju (Corea del Sur) | Medalla de bronce  | Plataforma 10 m sincro |